# Henry Fieldman
Henry Fieldman (25 de novembro de 1988) é um remador britânico, medalhista olímpico.

## Carreira
Fieldman conquistou a medalha de bronze nos Jogos Olímpicos de Verão de 2020 em Tóquio com a equipe da Grã-Bretanha no oito com masculino, ao lado de Josh Bugajski, Jacob Dawson, Thomas George, Moe Sbihi, Charles Elwes, Oliver Wynne-Griffith, James Rudkin e Thomas Ford, com o tempo de 5:25.73. Nos Jogos Olímpicos de Verão de 2024, em Paris, também conseguiu a medalha de bronze, agora na competição de oito com feminino, ao lado de Annie Campbell-Orde, Holly Dunford, Emily Ford, Lauren Irwin, Heidi Long, Rowan McKellar e Eve Stewart com o tempo de 5:59.51.